# 이스턴 항공 LLC
이스턴 항공 LLC(영어: Eastern Airlines LLC)는 미국의 항공사이며, 2010년에 다이나믹 항공으로 설립되었다. 운용 기종으로는 보잉 767, 보잉 777이 있다. 본사는 펜실베이니아주 웨인에 위치해있다. 이전에는 보스턴, 뉴욕 등의 국내선과 몬테비데오, 아순시온, 마나과, 조지타운, 과야킬 등의 중남미 국제선을 운행했지만 현재는 마이애미와 산토도밍고 간의 항공편만 제공하고 있다.
2017년 11월에 경영 악화로 파산했으나, 2018년 4월에 성공적인 구조조정에 이어, 다이나믹 인터내셔널 항공은 스위프트 에어로부터 이스턴 항공에 대한 지적 재산권 사용 허가를 받았고, 2015년에 설립된 이스턴 항공으로부터 2대의 항공기를 임대받았다. 이어서 다이나믹 항공은 이스턴 항공으로 사명을 변경했다.

## 같이 보기
- 이스턴 항공
- 미국의 항공사 목록